# 水原村 (福島県)
水原村（みずはらむら）は福島県信夫郡にあった村。現在の福島市松川町水原にあたる。

## 地理
- 山：中作山、黒森山
- 河川：水原川

## 歴史
- 1889年（明治22年）4月1日 - 町村制の施行により水原村が単独で自治体を形成。
- 1955年（昭和30年）3月20日 - 松川町・金谷川村と合併し、改めて松川町が発足。同日水原村廃止。
- 1966年（昭和41年）6月1日 - 松川町が福島市に編入。

## 交通

### 道路
現在は旧村域を東北自動車道が通過するが、当時は未開通。